# Licence to Kill (chanson)
Chansons de James Bond
The Living Daylights
(1987) GoldenEye
(1995)
Licence to Kill est une chanson de Gladys Knight, écrit et composé par Narada Michael Walden, Jeffrey Cohen et Walter Afanasieff. Le titre est la musique de film et le générique de Permis de tuer, 16e film de la série James Bond.

## Liste des pistes
1. Licence to kill, de Gladys Knight - 4:11
2. Pam, de Michael Kamen - 
3. Licence to kill (Extended version), de Gladys Knight - 5:15